# Yoldia secunda
Yoldia secunda är en musselart som beskrevs av Dall 1916. Yoldia secunda ingår i släktet Yoldia och familjen Yoldiidae. Inga underarter finns listade i Catalogue of Life.